# Psilocybe allenii
Psilocybe allenii es una especie de hongo de la familia Hymenogastraceae. Descrito como nuevo para la ciencia en 2012, lleva el nombre de John W. Allen, quien proporcionó la colección de tipos. Se encuentra en el noroeste de América del Norte desde Los Ángeles, California hasta Columbia Británica, Canadá, con mayor frecuencia a 10 millas (16 km) de la costa del Pacífico.
Los cuerpos fructíferos (hongos) crecen en la madera podrida, especialmente las astillas de madera utilizadas en el diseño de jardines. Las tapas de los champiñones son de color marrón a amarillo, ampliamente convexo a aplanado y tienen un diámetro de hasta 9 cm (3,5 pulgadas), mientras que los estípites blancos son de hasta 9 cm (3,5 pulgadas) de largo y 0,7 cm (0,3 pulgadas) de espesor. Como especie azulada en el género Psilocybe, P. allenii contiene los compuestos psicoactivos psilocina y psilocibina, y se consume recreativamente por sus propiedades alucinógenas. Está estrechamente relacionado con Psilocybe cyanescens, del que difiere macroscópicamente por la falta de un margen ondulado.

## Descripción
Los cuerpos fructíferos de P. allenii son de tamaño variable, dependiendo del sustrato en el que crecen. Las tapas tienen 1,5-9 cm (0,6-3,5 pulgadas) de diámetro, y varían de ampliamente convexas a aplanadas, a veces con una ligera depresión en el centro. El margen de la tapa es recto y ligeramente curvado hacia adentro, rara vez ligeramente ondulado, y algunas veces tiene surcos radiales en las muestras húmedas. La superficie es lisa, pegajosa cuando está húmeda, con una cutícula gelatinosa que se puede pelar.  Los cuerpos fructíferos húmedos son tan resbaladizos que son difíciles de recolectar.  Las tapas son higrófonas, por lo que cambiarán de color dependiendo de qué tan húmedas estén. Son de un marrón anaranjado pálido a marrón caramelo cuando están húmedos, pero secos a amarillentos. Las branquias tienen un apego adnato a sinuado al estípite, y inicialmente son de color crema a marrón gris pálido, pero se vuelven de color púrpura oscuro a medida que las esporas maduran. 
El estípite hueco cilíndrico generalmente mide 4-7 cm (1.6-2.8 in) de largo por 0.2-0.7 cm (0.1-0.3 in) de espesor, con la base ligeramente más gruesa. La parte superior del estipe es pruinosa (cubierta con gránulos blancos en polvo), mientras que la base está conectada a grises rizomorfos gruesos. La superficie del estípite es suave a fibrosa sedosa (como si estuviera hecha de fibras sedosas y delgadas), y su color es inicialmente blanco antes de amarillear ligeramente en edad. El micelio en la base del estípite es blanco o teñido de azul. Todas las partes del cuerpo de la fruta se tiñen de azul si se magullan o se manipulan. Los especímenes jóvenes tienen un velo blanco parcial que luego desaparece, o permanece como una zona en el estípite que puede ser de color marrón violáceo por las esporas. El olor y el sabor del hongo es farináceo, similar a la harina recién molida.
Las impresiones de esporas son de color marrón oscuro, a veces con tonos violáceos. Las esporas son de paredes gruesas con un poro apical y el elipsoide alargado a la vista equilátera en la cara, y algo desigual en la vista lateral, que típicamente mide 12.0-12.6-13.1 por 6.8-7.1-7.4 μm. Los basidios (células portadoras de esporas) son cilíndricos, de cuatro esporas con sterigmata de hasta 5,5 μm de longitud, y tienen unas dimensiones de 27-37 por 9-11 μm. Las conexiones de abrazadera están presentes en hifas. Cheilocystidia (cistidias en el borde de la branquia) son abundantes. Son hialinos (translúcidos), de paredes delgadas y de forma variable, y van desde mazos estrechos hasta matraces estrechos con un cuello de no más de 8 μm; sus dimensiones son típicamente 20-30 por 6-8 μm. Los pleurocystidia (que se encuentran en la cara de la branquia) son comunes; en general tienen forma de maza pero se estrechan hasta cierto punto (a veces con una punta redondeada en el extremo) y miden 25-35 por 9-14 μm. Los caulocistidios (que se encuentran en el estípite) también están presentes, con formas variables similares a los cheilo- y pleurocystidia. 
Los hongos se consumen por sus propiedades psicoactivas y tienen una potencia similar a P. cyanescens. Borovička y sus colegas dicen que son "comúnmente buscados por algunos cazadores de hongos".  Según Rockefeller, "si vas al Golden Gate Park en diciembre, verás a cientos de hippies mirando el paisajismo de Psilocybe cyanescens y Psilocybe allenii". 

### Especies similares
Varias especies de Psilocybe tienen una apariencia más o menos similar a P. allenii, pero generalmente se pueden distinguir por diferencias en la morfología o distribución. La especie europea P. serbica var. moravica tiene un gorro y un estípite similar, pero generalmente es más delgado que P. allenii. El P. cyanescens estrechamente relacionado es indistinguible por características microscópicas, pero presenta un límite ondulado en la madurez, una temporada de fructificación más larga (de finales de septiembre a abril), y carece de una zona de anillo en el estípite a menudo visto en P. allenii. P. azurescens tiene un gorro más ancho, un umbo que puede ser ancho o agudo, un estípite más largo de hasta 20 cm (7.9 in) y un período de crecimiento similar al de P. cyanescens. Los autores también señalan que P. subaeruginosa australiano es similar (incluidos tres taxones que desde entonces se han sinonimizado: P. australiana, P. eucalypta y P. tasmaniana), pero sugieren que se necesita más investigación para comprender mejor la delimitación de este complejo de especies. 

## Hábitat y distribución
Psilocybe allenii se encuentra en el noroeste de América del Norte, con un rango que se extiende desde Columbia Británica al sur hasta Los Ángeles, California. Es más común en áreas de hasta 10 millas (16 km) de la costa del Pacífico, aunque se ha recolectado 100 millas (160 km) hacia el interior. Los cuerpos fructíferos crecen dispersos, en grupos, o (más raramente) en racimos, en restos de madera, como astillas de madera que se usan a menudo en el paisajismo.  Los sustratos preferidos incluyen acolchados de madera dura hechos de roble, eucalipto, abeto Douglas y aliso.  La fructificación ocurre en clima frío, generalmente desde fines de septiembre a enero. La especie se puede cultivar fácilmente en agar, semilla de grano y material celulósico, incluidas astillas de madera y serrín.

## Taxonomía
Psilocybe allenii fue descrito como nuevo para la ciencia en 2012 por Jan Borovička, Alan Rockefeller y Peter G. Werner. Borovička recibió material recolectado de Seattle, Washington, que notó que era microscópicamente similar a Psilocybe cyanescens, pero carecía de los márgenes ondulados de la capa característica de esa especie. En publicaciones anteriores, Borovička había observado que los caracteres macro y microscópicos de ciertas especies de Psilocybe eran muy variables, lo que también podía explicar las diferencias observadas en el material de Seattle. Sin embargo, la secuenciación del ADN reveló un cambio de 5 pares de bases en las regiones espaciadoras transcritas internas (un segmento de ARN utilizado a menudo en filogenia molecular para identificar o distinguir especies fúngicas) entre P. cyanescens y las colecciones de Seattle. Esta diferencia, además de las diferencias macroscópicas fácilmente observables, se consideró suficiente para justificar la descripción del taxón como una nueva especie.  Estudios moleculares adicionales publicados por Borovička y colegas en 2015 identificaron a P. azurescens, P. cyanescens, P. weraroa, P. cubensis y P. serbica como estrechamente relacionados con P. allenii. 
Durante varios años antes de su descripción oficial, el taxón era conocido en el área de la Bahía de San Francisco, y se sospecha que es una especie no descrita. Los autores sugieren que una fotografía en color de P. cyanescens en la popular guía de 1986 de David Arora, Mushrooms Demystified, puede representar a P. allenii.  El micólogo Paul Stamets sugirió en 2005 que "probablemente sea una especie nueva o, al menos, una especie recientemente importada".  Comúnmente se llama Psilocybe cyanofriscosa en la comunidad micológica en línea, pero este nombre es latín gramaticalmente incorrecto y nunca se ha publicado de forma válida en la literatura científica.  El epíteto específico allenii honra a John W. Allen, quien recogió el material original y proporcionó el ímpetu para el estudio. Allen recogió el material tipo del Campus de la Universidad de Washington en noviembre de 2009.  Primero recogió el hongo en Capitol Hill en 1982, y varias veces más tarde desde Seattle. Algunas de estas colecciones las envió al especialista mexicano Psilocybe, Gastón Guzmán, quien inicialmente pensó que eran P. cyanescens debido a sus rangos de tamaño de esporas superpuestos.